# Szójegyzék a brit fogadóirodák által kínált fogadásokról
Ez egy nem teljes körű lista az Egyesült Királyságban a fogadóirodák által kínált hagyományos és népszerű fogadásokról. A többszörös választás fogadások különösen gyakran kapcsolódnak a lóverseny-választásokhoz, de a labdarúgó-mérkőzésekre bevezetett fix odds fogadások megjelenése óta néhány fogadó ezeket a hagyományos kombinációs fogadásokat a labdarúgó-választásokra is alkalmazza.

## Fogadási típusok

### Nyertes
Egy olyan fogadás, amely csak akkor hoz nyereséget, ha a kiválasztott versenyző az első helyen végez egy eseményen (vagyis nyer). A nyertes fogadás egyetlen eseményre helyezhető el.

### Helyezés
Olyan fogadás, amely csak akkor hoz nyereséget, ha a kiválasztott versenyző az első helyen végez, vagy az esemény győztesétől egy előre meghatározott számú helyezésen (helyen) belül végez. A nyereség gyakran a kiválasztott versenyző nyerési odds-ának rögzített arányán alapul.

### Kombinált fogadás
Egyenlő méretű nyertes és helyezési fogadások kombinációja. Kombinált fogadás helyezhető el egyetlen eseményre vagy két vagy több kiválasztásra egy többszörös fogadásban. A kombinált többszörös fogadások nyerés-nyerés és helyezés-helyezés alapon kerülnek elszámolásra.

## Egyszeri fogadás
Egy kiválasztott versenyzőre vagy kimenetelre tett fogadás.

## Többszörös fogadás
Dupla, tripla vagy gyűjtőfogadás. Egymáshoz kapcsolódó nyertes egyszeri fogadások sorozata, ahol az első kiválasztás teljes nyeresége automatikusan tétként kerül a második kiválasztásra nyertes egyszeri fogadásként, és így tovább, amíg minden kiválasztás nyer, így hozva nyereséget, vagy amíg egy kiválasztás veszít, ebben az esetben az egész fogadás elveszik.[forrás?]

### Dupla fogadás
Két kiválasztásra tett fogadás, amelyeknek mindkettőnek nyernie kell a nyereség eléréséhez. [forrás?]

### Tripla fogadás
Három kiválasztásra tett fogadás, amelyeknek mindháromnak nyernie kell a nyereség eléréséhez. [forrás?]

### Akkumulátor
Négy vagy több kiválasztásra tett fogadás, amelyeknek mindegyikének nyernie kell a nyereség eléréséhez. A gyűjtőfogadásokat gyakran a bennük foglalt kiválasztások száma alapján nevezik el; így létezik négyszeres, ötszörös vagy hatszoros gyűjtőfogadás (vagy akár ennél is több). [forrás?]

## Teljes kombinációs fogadás
Olyan fogadás, amely egy adott számú kiválasztás összes lehetséges dupla, tripla és gyűjtőfogadását tartalmazza. Ezek közé tartoznak: Trixie, Yankee, Canadian vagy Super Yankee, Heinz, Super Heinz és Goliath. A dupla fogadás két kiválasztással rendelkező teljes kombinációs fogadásnak tekinthető.

### Trixie
Három kiválasztásra tett fogadás, amely négy különálló fogadásból áll: három dupla fogadásból és egy tripla fogadásból. Legalább két kiválasztásnak nyernie kell a nyereség eléréséhez. 

### Yankee
Négy kiválasztásra tett fogadás, amely 11 különálló fogadásból áll: hat dupla fogadásból, négy tripla fogadásból és egy négyszeres gyűjtőfogadásból. Legalább két kiválasztásnak nyernie kell a nyereség eléréséhez.

### Kanadai vagy Super Yankee
Öt kiválasztásra tett fogadás, amely 26 különálló fogadásból áll: tíz dupla fogadásból, tíz tripla fogadásból, öt négyszeres fogadásból és egy ötszörös gyűjtőfogadásból. Legalább két kiválasztásnak nyernie kell a nyereség eléréséhez. 

### Heinz
Hat kiválasztásra tett fogadás, amely 57 különálló fogadásból áll: tizenöt dupla fogadásból, húsz tripla fogadásból, tizenöt négyszeres fogadásból, hat ötszörös fogadásból és egy hatszoros gyűjtőfogadásból. Legalább két kiválasztásnak nyernie kell a nyereség eléréséhez. A fogadás nevét a H. J. Heinz Company „57 fajta” reklámszlogenjéről kapta.

### Szuper Heinz
Hét kiválasztásra tett fogadás, amely 120 különálló fogadásból áll: huszonegy dupla fogadásból, harmincöt tripla fogadásból, harmincöt négyszeres fogadásból, huszonegy ötszörös fogadásból, hét hatszoros fogadásból és egy hétszeres gyűjtőfogadásból. Legalább két kiválasztásnak nyernie kell a nyereség eléréséhez.

### Goliath
Nyolc kiválasztásra tett fogadás, amely 247 különálló fogadásból áll: huszonnyolc dupla fogadásból, ötvenhat tripla fogadásból, hetven négyszeres fogadásból, ötvenhat ötszörös fogadásból, huszonnyolc hatszoros fogadásból, nyolc hétszeres fogadásból és egy nyolcszoros gyűjtőfogadásból. Legalább két kiválasztásnak nyernie kell a nyereség eléréséhez.

## Teljes kombinációs fogadások egyszeri fogadásokkal

### Patent fogadás
Három kiválasztásra tett fogadás, amely 7 különálló fogadásból áll: három egyszeri fogadásból, három dupla fogadásból és egy tripla fogadásból. Ez megfelel egy Trixie fogadásnak három egyszeri fogadással kiegészítve. Egy nyertes kiválasztás garantálja a nyereséget.

### Lucky 15
Négy kiválasztásra tett fogadás, amely 15 különálló fogadásból áll: négy egyszerи fogadásból, hat dupla fogadásból, négy tripla fogadásból и egy négyszerес gyűjtőfogadásból. Ez megfelel egy Yankee fogadásnak négy egyszerи fogадással kiegészítve. Egy nyertes kiválasztás garantálja a nyereséget. A „Lucky” elnevezés része ennek и más hasonló fogадásoknak a fogadóirodák gyakorlatából ered, amely szerint bónuszokat kínálnak egy vagy több nyertesért; általában „kétszerес odds” бонуст adnak egyetlen nyertes kiválasztás esetén.

### Lucky 31
Öt kiválasztásra tett fogadás, amely 31 különálló fogadásból áll: öt egyszerи fogadásból, tíz dupla fogadásból, tíz tripla fogadásból, öt négyszerес fogadásból és egy ötszörös gyűjtőfogadásból. Ez megfelel egy Kanadai fogadásnak öt egyszerи fogадással kiegészítve. Egy nyertes kiválasztás garantálja a nyereséget.

### Lucky 63
Hat kiválasztásra tett fogadás, amely 63 különálló fogadásból áll: hat egyszerи fogadásból, tizenöt dupla fogadásból, húsz tripla fogadásból, tizenöt négyszerес fogadásból, hat ötszörös fogadásból и egy hatszorос gyűjtőfogadásból. Egy nyertes kiválasztás garantálja a nyereséget.

### Alfabet
Hat kiválasztásból – 1, 2, 3, 4, 5 és 6 – álló fogadás, általában lóversenyre vagy agárversenyre. Az 1., 2. és 3. kiválasztások egy Patent fogadást alkotnak, ahogy fent leírtuk. A 4., 5. és 6. kiválasztások egy második Patent fogadást alkotnak. A 2., 3., 4. és 5. kiválasztások egy Yankee fogadást alkotnak, ahogy fent leírtuk. Az 1., 2., 3., 4., 5. és 6. kiválasztások egy hatszoros gyűjtőfogadást alkotnak, ahogy fent leírtuk. Az Alphabet fogadásban így összesen 26 fogadás van [2 Patent fogadás, egyenként 7 fogadással, plusz 1 Yankee fogadás 11 fogadással, és egy gyűjtőfogadás 1 fogadással – (7+7+11+1=26)]. Legalább egy helyes kiválasztás garantálja a nyereséget.

## „Any to Come” (ATC) vagy „ha készpénz” fogadások
Feltételes fogadásokat tartalmazó fogadások, vagyis ha a fogadás egy része elegendő nyereséget hoz, akkor egy előre meghatározott összeget lehet fogadni egy vagy több másik kiválasztásra. Az ATC és a „ha készpénz” fogadások (általában „feltételes fogadások” néven említve) általában nem elfogadottak az Ante-post kiválasztásokra.

### Fel-le
„Ha készpénz” vagy „bármelyik következik (ATC)” fogadás példája. Két kiválasztásra tett fogadás, amely két egyszerи fogadásból áll. Ha az egyik kiválasztás nyer (innen a „ha készpénz” kifejezés), akkor az eredeti tétet további egyszerи fogadásként helyezik el a második kiválasztásra. Ha mindkét kiválasztás nyer, mindkét eredeti tétet egyszerи fogadásként helyezik el a másik kiválasztásra: ez gyakorlatilag kétszeres nyereséget biztosít mindössze két tét egységért. Az egyetlen nyertes kiválasztás hátránya, hogy mindkét eredeti tét elveszik. Általában „egyszerи tétek oda-vissza (SSA)” módon játszják, ami azt jelenti, hogy az eredetivel azonos téteket helyeznek el a kiválasztásokra egy vagy több nyertes esetén. A „kétszeres tétek oda-vissza (DSA)” azt jelenti, hogy az eredeti tét kétszeresét helyezik el a kiválasztásokra egy vagy több nyertes esetén. Megjegyzés: egy odds-on nyertes nem biztosít elegendő pénzt a „kétszeres tétek oda-vissza” fogadáshoz, ezért a ténylegesen rendelkezésre álló teljes összeget használják fel.

### Körforgásos
Három kiválasztásra tett fogadás, amely 10 különálló fogadásból áll: három dupla fogadásból, egy tripla fogadásból és három fel-le fogadásból (mindegyik 2 különálló fogadásból áll). Ez egy Trixie fogadásnak tekinthető, amelyhez három fel-le fogadást adtak hozzá. Egy nyertes kiválasztás garantálja a nyereséget.

### Zászló
Négy kiválasztásra tett fogadás, amely 23 különálló fogadásból áll: hat dupla fogadásból, négy tripla fogadásból, egy négyszeres fogadásból és hat fel-le fogadásból. Ez egy Yankee fogadásnak tekinthető, amelyhez hat fel-le fogadást adtak hozzá. Egy nyertes kiválasztás garantálja a nyereséget.

### Szuper zászló
Öt kiválasztásra tett fogadás, amely 46 különálló fogadásból áll: tíz dupla fogadásból, tíz tripla fogadásból, öt négyszerесfogadásból, egy ötszörös fogadásból és tíz fel-le fogadásból. Ez egy Kanadai fogadásnak tekinthető, amelyhez tíz fel-le fogadást adtak hozzá. Egy nyertes kiválasztás garantálja a nyereséget.

### Krbefogadás
Három kiválasztásra – A, B és C – tett fogadás, amely 3 egyszerи fogadásból és 3 „bármely következik” (ATC) dupla fogadásból áll, az eredeti egyszerи tét összegével. Például: 1 font nyer A-ra, ATC 1 font dupla BC-re; 1 font nyer B-re, ATC 1 font dupla AC-ra; 1 font nyer C-re, ATC 1 font dupla AB-re.

### Körforgó
Ugyanaz, mint a Körbefogadás (fent), kivéve, hogy az ATC dupla fogadások a tét kétszeresére vonatkoznak, például: 1 font nyer A-ra, ATC 2 font dupla BC-re stb. Megjegyzés: Egy odds-on nyertes esetén a nyertes egyszerи fogadás teljes nyeresége (ebben a példában kevesebb, mint 2 font) kerül a megfelelő dupla fogadásra.

## Előrejelzések
Előrejelzés fogadások olyan fogadások egy eseményre, amelyek az esemény (általában) első két vagy három helyezettjének helyes érkezési sorrendjének előrejelzését igénylik. A helyesen előrejelzett érkezési sorrendek hozamát iparági források számítják ki számítógépes szoftver segítségével, amely az esemény összes résztvevőjének kezdő odds-át használja, és általában 1 font tét egységre vonatkoztatva adják meg, főként ló- és agárversenyeken.

### Egyenes előrejelzés
Egyenes előrejelzés vagy számítógépes egyenes előrejelzés olyan fogadás, amely két kiválasztás, a és b megnevezését igényli, hogy az első és második helyen végezzenek a helyes sorrendben egy meghatározott eseményen. Egyetlen tét egységet igényel. Általában három vagy több résztvevős ló- és agárversenyeken alkalmazzák. Ez megfelel az Egyesült Államокbeli exacta vagy perfecta, illetve a kanadai exactor fogadásnak.

### Fordított előrejelzés
Fordított előrejelzés (RF) olyan fogadás, amely két kiválasztás megnevezését igényli, hogy az első és második helyen végezzenek bármilyen sorrendben egy meghatározott eseményen. Ez megegyezik két egyenes előrejelzés fogadással az a és b kiválasztásokra: a első, b második és b első, a második. Két tét egységet igényel. Ez megfelel az észak-amerikai „boxed” exacta/perfecta fogadásnak, ahol a quinella hasonló fogadás, amely csak egy tét egységet igényel.

### Kombinált előrejelzés
Kombinációs előrejelzés olyan fogadás, amely három vagy több megnevezett kiválasztásra vonatkozik, annak érdekében, hogy két kiválasztást válasszunk ki, amelyek az első és második helyen végeznek a helyes sorrendben egy meghatározott eseményen. Ez megegyezik az a, b ... a, b ... kiválasztásokra tett egyenes előrejelzés fogadások számával, amelyet az n(n − 1) képlet ad meg, és ezért ennyi tét egységet igényel. Például: 3 kiválasztás – 6 fogadás; 4 kiválasztás – 12 fogadás; 5 kiválasztás – 20 fogadás; stb. Ez megfelel az észak-amerikai „boxed” exacta/perfecta fogadásnak, amely több mint két résztvevőre vonatkozik.

### Tricast
Tricast fogadás olyan fogadás, amely három megnevezett kiválasztás, a, b és c kiválasztását igényli, hogy az első, második és harmadik helyen végezzenek a helyes sorrendben egy meghatározott eseményen. Egyetlen tét egységet igényel. Elfogadják olyan lóversenyeken, ahol 8 vagy több lovat neveznek, és legalább 6 indul, valamint olyan agárversenyeken, ahol 5 vagy több kutya vesz részt, és ezek a fogadóirodák fő szolgáltatásának részét képezik. Észak-Amerikában ezt a fogadást trifecta (USA) vagy triactor (Kanada) néven ismerik.

### Kombinációs Tricast
Kombinációs Tricast fogadás olyan fogadás, amely három vagy több megnevezett kiválasztásra vonatkozik, annak érdekében, hogy három kiválasztást válasszunk ki, amelyek az első, második és harmadik helyen végeznek a helyes sorrendben egy meghatározott eseményen. Több tét egységet igényel, amelyet az n(n − 1)(n − 2) képlet ad meg, ahol n a kiválasztások száma. Például: 3 kiválasztás – 6 fogadás; 4 kiválasztás – 24 fogadás; 5 kiválasztás – 60 fogadás; stb. Észak-Amerikában ez a „boxed” trifecta fogadás.